# Macaria bicolorata
Macaria bicolorata là một loài bướm đêm trong họ Geometridae.